# فريق (بحرية)
نائب الأدميرال أو فريق هو رتبة ضابط بحري رفيع المستوى في البحرية، أي ما يعادل رتبة فريق في الجيش ومارشال في سلاح الجو. نائب الأدميرال عادة ما يكون أكبر من رتبة الأدميرال الخلفي أي اللوء وأصغر من رتبة الأدميرال أو الفريق اول. في العديد من القوات البحرية،  يكون نائب الأدميرال هو رتبة بثلاث نجوم ويكون رمز رتبته في الناتو OF-8، على الرغم من أنه في بعض القوات البحرية مثل البحرية الفرنسية، يكون OF-7، اما OF-8 فمطابق لرتبة من أربع نجوم لنائب أميرال السرب.

## شارة الرتبة
غالبًا ما تتضمن شارة رتبة نائب الأدميرال ثلاثة نجوم، ولكن هذا ليس هو الحال دائمًا. في البحرية العراقية، تتضمن شارة نائب الأدميرال نجمة واحدة. في أساطيل أذربيجان  وبنغلاديش  والصين  وكوبا  وإيران والمكسيك  وكوريا الشمالية  وروسيا تضم شارات نائب الأدميرال نجمتين، وفي بحرية تركيا تتضمن شارة الأدميرال أربع نجوم.

## المعرض

مجلس الكتف الملكي الاسترالي البحرية  [لغات أخرى]‏
البحرية بنغلاديش
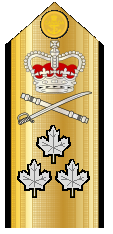
لوحة كتف البحرية الملكية الكندية
البحرية الكرواتية
لوحة الكتف المصرية
البحرية الفرنسية
البحرية الهندية
لوحة الكتف البحرية الأندونيسية (قيادة)
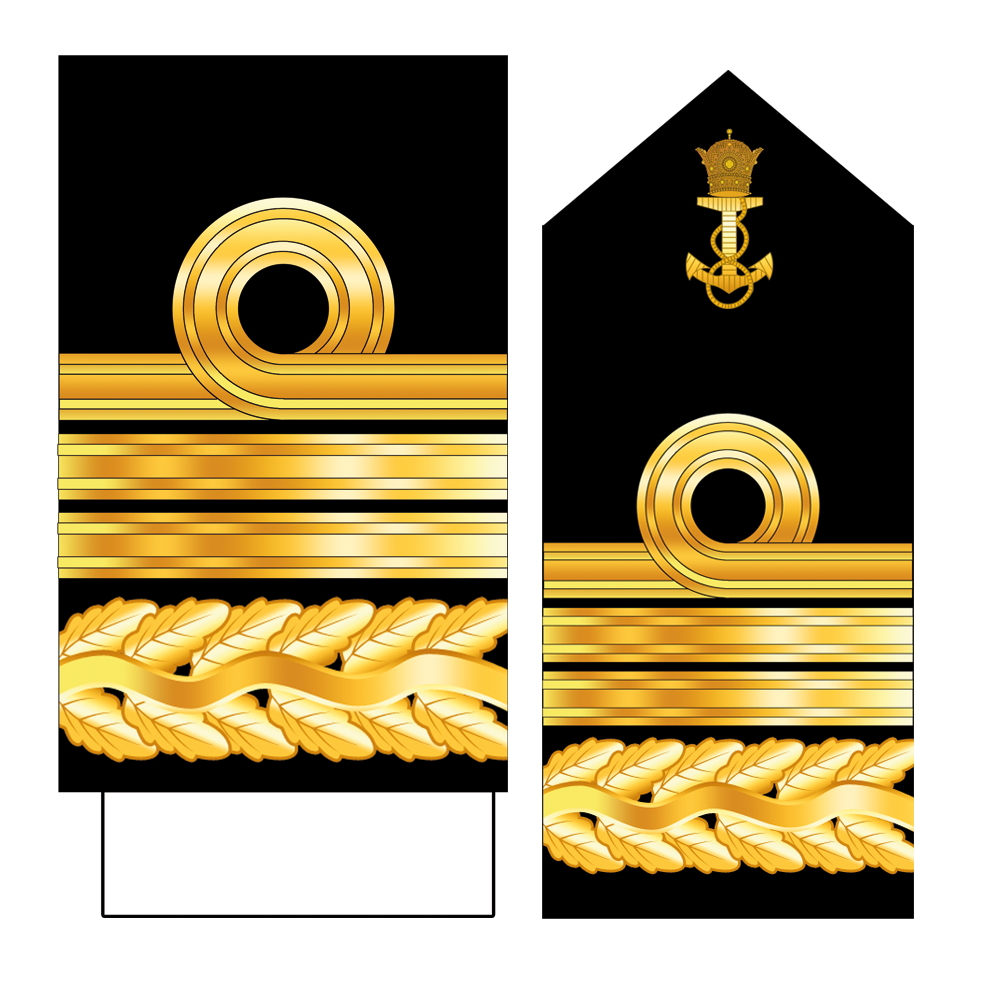
البحرية الإمبراطورية الإيرانية
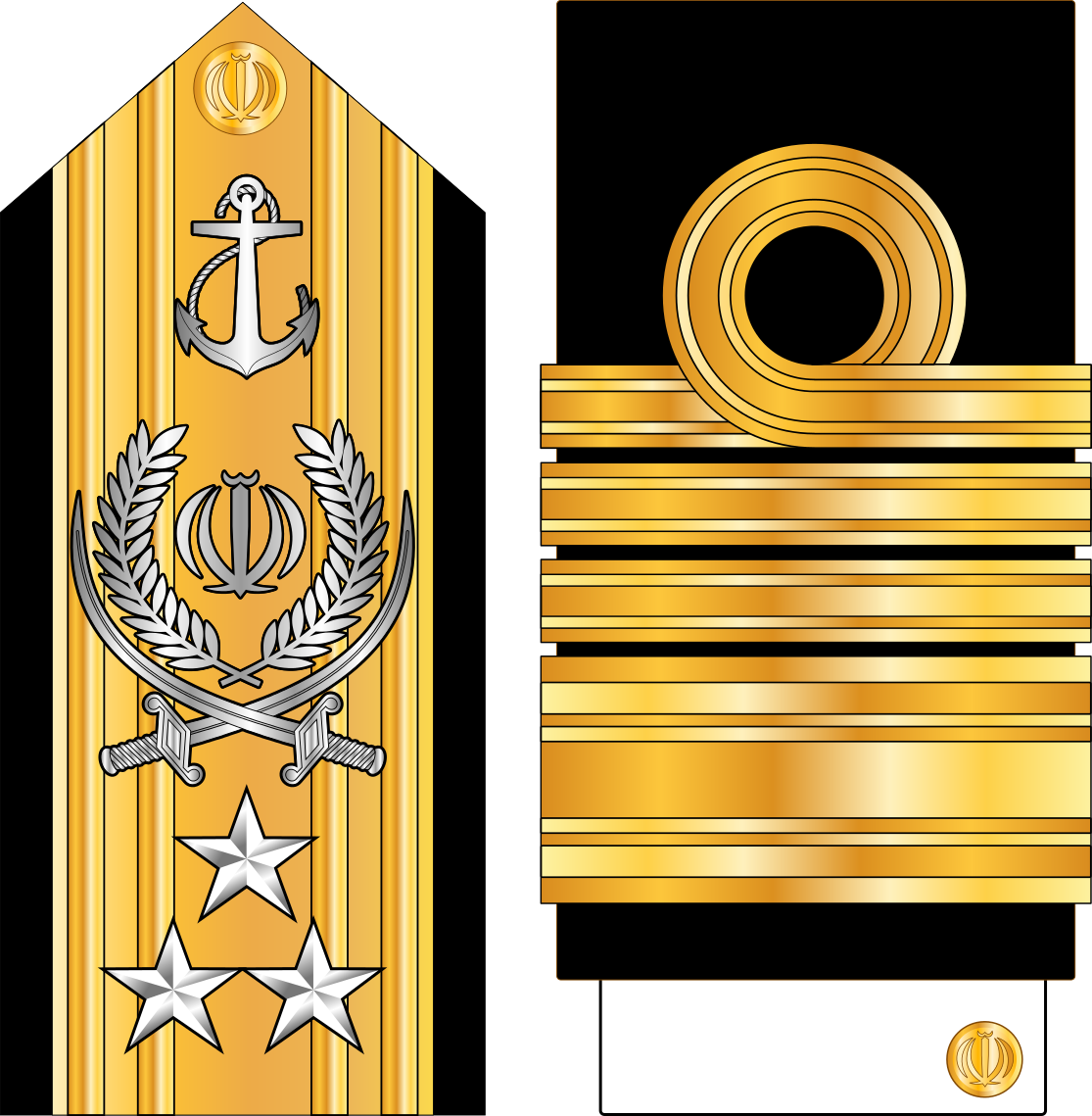
جمهورية إيران الإسلامية البحرية
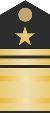
الخدمة البحرية الأيرلندية
Kaishō ( قوة الدفاع الذاتي البحرية اليابانية )
البولندية wiceadmirał البحرية شارة الكتف
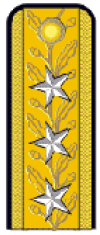
لوحة الكتف الرومانية تونك من الفصام
البحرية الروسية ( والبحرية السوفيتية سابقا)
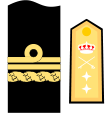
نائب الرئيس للبحرية الإسبانية
شعار البحرية السويدية كم
البحرية الملكية التايلاندية
شارة الأكمام: البحرية الملكية (المملكة المتحدة) ، البحرية الكندية الملكية ، البحرية الملكية الأسترالية ، البحرية الملكية النيوزيلندية  [لغات أخرى]‏ ، البحرية بنغلاديش ، البحرية الهندية والبحرية النرويجية الملكية
لوحة كتف البحرية الملكية [1]
البحرية الامريكية  [لغات أخرى]‏
خفر السواحل الامريكية
البحرية الأوكرانية (قبل 2016)
البحرية الأوكرانية (بعد 2016)

## بنغلاديش
في بنغلادش، يعد نائب الأدميرال من فئة ثلاث نجوم في البحرية في بنغلادش.

## ألمانيا
تعد رتبة نائب الأميرال من فئة الـ 3 نجوم تحت فئة OF-8 في تصنيف الناتو مكافئة لرتبة Generalleutnant في هير ولوفتفافه.

## الهند
في الهند، نائب الأدميرال هو رتبة أميرال من فئة ثلاثة نجوم للبحرية الهندية.

## فيتنام
في فيتنام، المكافئ لنائب الأدميرال هو phó đốô đốc.

## في الخيال
من بين العديد من الأميركيين الكبار الذين ظهروا في الروايات وروايات الخيال العلمي، هناك شخصية بارزة واحدة هي نائب الأدميرال مانكي د. غارب من سلسلة ون مانغا.